# Kenneth Grahame
Kenneth Grahame (8 de marzo de 1859 – 6 de julio de 1932) fue un escritor británico, principalmente conocido por sus libros El viento en los sauces (1908) y The Reluctant Dragon (1898), ambos libros fueron llevados al cine por Disney.

## Biografía
Grahame nació en Edimburgo, Escocia, pero poco después de la muerte de su madre y de que su padre comenzó a tener serios problemas con la bebida, se mudó con su abuela a los alrededores del río Támesis, en Cookham, al sur de Inglaterra. Fue un estudiante destacado en la escuela St. Edward, en Oxford, y quiso asistir a la Universidad de Oxford pero no pudo hacerlo debido a los elevados costos. Al no poder cursar sus estudios en la universidad, Grahame comenzó a trabajar en el Banco de Inglaterra en 1879, y ascendió en distintos puestos hasta su retiro como secretario en 1908 debido a problemas de salud. Además de la enfermedad, el retiro de Grahame fue precipitado en 1903 por un incidente extraño, posiblemente político, cuando recibió un disparo en el banco. El agresor le disparó tres veces a Grahame, fallando en todas las ocasiones.
Grahame contrajo matrimonio con Elspeth Thomson en 1899, pero el matrimonio no fue feliz. Tuvieron un hijo, un niño llamado Alastair, quien nació ciego de un ojo y tuvo una corta vida plagada de enfermedades. Alastair finalmente se suicidó en un tren que iba hacia Oxford, dos días antes de su vigésimo cumpleaños, el 7 de mayo de 1920. En lo que respecta a Kenneth Grahame, el fallecimiento de Alastair fue registrado como accidental.
Kenneth Grahame falleció en Pangbourne, Berkshire en 1932. Se encuentra enterrado en el Cementerio Holywell, en Oxford, cerca de la tumba del escritor americano expatriado James Blish. El primo de Grahame, Anthony Hope, otro escritor exitoso, fue quien escribió el epitafio, el cual dice: "A la hermosa memoria de Kenneth Grahame, esposo de Elspeth y padre de Alastair, quien falleció el sexto día de julio de 1932, dejando a la infancia y a la literatura en el mejor momento de su historia".

## Obras
Cuando aún era joven, Grahame comenzó a publicar historias en periódicos londinenses tales como el St. James Gazette. Algunas de las historias fueron editadas y publicadas como Pagan Papers en 1893, y, dos años más tarde, como The Golden Age. Los libros fueron continuados por Dream Days en 1898, el cual contiene The Reluctant Dragon.
Hay un período de diez años entre el penúltimo libro de Grahame y la publicación de su principal obra, El viento en los sauces. Durante esta década, Grahame se convirtió en padre. La naturaleza débil que vio en su pequeño hijo fue transformada en el personaje Sr. Sapo de Toad Hall, uno de los tres protagonistas. Pese al éxito del libro, jamás intentó publicar una secuela. Sin embargo, otros escritores, años después de la muerte de Grahame, lo han continuado. El libro fue muy exitoso e incluso actualmente es leído por adultos y niños, ya sea en forma de libros o viendo su adaptación cinematográfica.

## Lista de obras
- Pagan Papers (1893)
- The Golden Age (1895)
- Dream Days (1898)
- The Reluctant Dragon (1898)
- The Headswoman (1898)
- El viento en los sauces (1908)